# Canal de Noticias
Canal de Noticias fue un canal de televisión de Venezuela con sede en Caracas dedicada exclusivamente a programas informativos y de opinión, fundada por el empresario de origen peruano Julio Augusto López. el segundo canal de televisión venezolano especializado en información, pero el primero en transmitir exclusivamente por sistemas de televisión por suscripción. 

## Historia
Fue fundado a finales de 2006 pasando a competir de manera directa con Globovisión y a mediados de 2007 con el Canal I ambos dedicados a información noticiosa venezolana. No se dio una explicación oficial a la opinión pública de la repentina desaparición del canal informativo a mediados del año 2008, aunque se supone que los motivos fueron económicos debido a que el canal ya había atravesado problemas de ese tipo.
El dominio en Internet de este medio noticioso (canaldenoticias.tv) está disponible en la actualidad.

## Programación
- Dossier[3]
- Agenda 21
- Planeta Vinotinto
- Sala 13
- Finanzas hoy
- Pateando calle
- Entre grandes y chicos
- abriendo caminos
- Ni una dieta más
- Noticiero, Canal de noticias
- Viviendo a la moda

Además se emitía contenido de AP, Caracol Internacional, Al Jazeera y Reuters.